# Susy Laude
Susy Laude (Salò, 8 settembre 1976) è un'attrice e sceneggiatrice italiana.

## Biografia
Dopo aver frequentato il liceo linguistico-scientifico, si laurea in Spettacolo presso l'Università di Parma. Tra il 1997 e il 1999 frequenta un corso di recitazione presso il Teatro delle Briciole di Parma, entrando a far parte anche della compagnia teatrale dello stesso teatro. Dal 2001 al 2003 frequenta dei seminari di danza contemporanea. Nel 2003 si diploma presso l'Accademia nazionale d'arte drammatica di Roma.
Nel 1998 esordisce come attrice in teatro. Nel 2004 è protagonista del cortometraggio Cambiamenti di stato, regia di Giorgio Croce Nanni. Successivamente è sul set della commedia brillante di Massimo Cappelli, Il giorno + bello (2006), con Violante Placido e Fabio Troiano. Diventa nota a un pubblico più vasto grazie al film di Luis Prieto, Ho voglia di te (2007), seguito del film Tre metri sopra il cielo, nel ruolo di Eleonora, amica del cuore di Gin (Laura Chiatti).
Tra gli altri suoi lavori, segnaliamo quelli con Gianluca Maria Tavarelli, che l'ha diretta nel cortometraggio La mia ossessione (2004), nel film Non prendere impegni stasera (2006) e nella miniserie tv Maria Montessori - Una vita per i bambini (2007), con Paola Cortellesi. Inoltre è stata protagonista del film Billo - Il grand Dakhaar (2007), regia di Laura Muscardin, e del videoclip di Basta poco di Vasco Rossi. Nel 2010 recita nella miniserie tv  per Rai 1 dal titolo Il signore della truffa accanto a Gigi Proietti nel ruolo di Marinella Mazzola.
Nel 2012 si cimenta alla regia teatrale con lo spettacolo Il club della ribalta prodotto da Compagnia Rep Gruppo Danny Rose passerà dietro alla macchina da presa nel 2016 con la web serie La spes vincitrice di molti festival. Nell'anno successivo dirige il cortometraggio Madame tratto da Les Bonnes di Jean Genet per Gio Pagani.
Nel gennaio 2019 torna alla regia con uno spettacolo autobiografico sul compagno di nome Raccondino.

## Vita privata
È sposata con il collega Dino Abbrescia, conosciuto sul set di La scelta di Laura, e da cui ha avuto un figlio, Nico.

## Filmografia

### Attrice

#### Cinema
- Il giorno + bello, regia di Massimo Cappelli (2006)
- Non prendere impegni stasera, regia di Gianluca Maria Tavarelli (2006) - piccolo ruolo (Ragazza ascensore)
- Ho voglia di te, regia di Luis Prieto (2007)
- Billo - Il grand Dakhaar, regia di Laura Muscardin (2007)
- Bianco e nero, regia di Cristina Comencini (2008)
- Il resto della notte, regia di Francesco Munzi (2008)
- Sono viva, regia di Dino e Filippo Gentili (2008)
- I mostri oggi, regia di Enrico Oldoini (2009)
- Henry, regia di Alessandro Piva (2010)
- La sombra del sol, regia di David Blanco (2011)
- Ti stimo fratello, regia di Giovanni Vernia e Paolo Uzzi (2012)
- Ti ricordi di me?, regia di Rolando Ravello (2014)
- Loro chi?, regia di Francesco Miccichè e Fabio Bonifacci (2015)
- Un bacio, regia di Ivan Cotroneo (2016)
- Beata ignoranza, regia di Massimiliano Bruno (2017)
- Metti la nonna in freezer, regia di Giancarlo Fontana e Giuseppe Stasi (2018)
- Compromessi sposi, regia di Francesco Miccichè (2019)
- Appena un minuto, regia di Francesco Mandelli (2019)
- Gli uomini d'oro, regia di Vincenzo Alfieri (2019)
- Se mi vuoi bene, regia di Fausto Brizzi (2019)
- Tutti per Uma, regia di Susy Laude (2021)

#### Televisione
- Camera Café, regia di Fabrizio Gasparetto - Sit-com (2006)
- Nati ieri, regia di Carmine Elia, Paolo Genovese e Luca Miniero - Serie TV (2006/07)
- Distretto di Polizia 6 - Serie TV (2006)
- Maria Montessori - Una vita per i bambini, regia di Gianluca Maria Tavarelli - Miniserie TV (2007)
- Tutti pazzi per amore, regia di Riccardo Milani e Laura Muscardin - Serie TV (2008/09)
- La scelta di Laura, regia di Alessandro Piva - Miniserie TV (2009)
- Distretto di Polizia 10, regia di Alberto Ferrari - Serie TV, 6 episodi (2010)
- Un cane per due, regia di Giulio Base - Film TV (2010)
- Il signore della truffa, regia di Luis Prieto - Miniserie TV (2011)
- R.I.S. Roma 2 - Delitti imperfetti, regia di Francesco Micciché, episodio 2x11 (2011)
- 1992, regia di Giuseppe Gagliardi - Serie TV, episodio 1x09 (2015)
- La spes, regia di Susy Laude - Webserie (2016)[3]
- The Comedians, regia di Luca Lucini - Serie TV (2017)
- La dottoressa Giò - Il ritorno, regia di Antonello Grimaldi (2019)
- La Compagnia del Cigno, regia di Ivan Cotroneo - Serie TV (2019, 2021 guest)

#### Cortometraggi
- La torretta, regia di Franco Branchi (2000)
- La mia ossessione, regia di Gianluca Maria Tavarelli (2004)
- Cambiamenti di stato, regia di Giorgio Croce Nanni (2004)
- Ex, regia di Tommaso Cariboni (2006)
- Sotto casa, regia di Alessio Lauria (2011)
- L'importanza di piacere ai gatti, regia di Claudia Nannuzzi (2013)
- Friday, regia di Tonino Zangardi (2015)

### Regista
- Tutti per Uma (2021)

## Teatro
- Cuore di cane di Michail Bulgakov, regia di Maurizio Bercini (1998-1999)
- Ti incenerisco, regia di Maurizio Bercini e Marina Allegri (1999-2000)
- La storia di Cecco Rivolta (2000-2001)
- Frammenti d'amore, di Pino Passalacqua (2001)
- Scenari dal novecento, regia di L. Salvati (2002)
- No al fascismo, regia di Mario Ferrero (2002)
- Le avventure di Pinocchio, regia di Maria Cuscona (2002)
- A solo, regia di L. Salvati (2003)
- Giulio Cesare di William Shakespeare, regia di Paolo Todisco (2004)
- Cicerone e la lingua pugnalata, regia di Andrea di Bari ideato da Giorgio Albertazzi (2004)[9]
- Morire è in fondo trendy, di e regia di Dario D'Amato (2006)
- Una serata con Peppino di Giuseppe Patroni Griffi, regia di Mario Ferrero (2007)
- Girotondo di Arthur Schnitzler, regia di Paolo Sassanelli (2010-2012)
- Il club della ribalta di Bianca Malasecchi, regia di Susy Laude, prodotto da Compagnia Rep Gruppo Danny Rose (2012-2013)[1]
- Raccondino di Susy Laude con Dino Abbrescia, prodotto da l'Associazione Culturale AUROOM (2019)[7]